# Jennifer Muñoz
Jennifer Eunice Muñoz Sandoval (sinh ngày 31 tháng 12 năm 1993) là một cầu thủ bóng đá người Guatemala gốc Mỹ, chơi bóng với vai trò là một hậu vệ cho câu lạc bộ Puerto Rico Puerto Rico Sol FC và đội tuyển Bóng đá nữ quốc gia Guatemala.

## Sự nghiệp thời niên thiếu
Costa Mesa, Muñoz có trụ sở tại California bắt đầu sự nghiệp tại đại học của mình vào năm 2012, là một hậu vệ và tiền đạo cho Golden West Rustlers. Khi còn là sinh viên năm nhất, cô đã chơi 14 trận, ghi 2 bàn và thực hiện 1 pha kiến tạo. Mùa sau đó, khi là sinh viên năm thứ hai, cô hoàn toàn chuyển sang chơi bóng trong vai trò của một tiền đạo và cải thiện thành tích của mình, chơi 21 trận, ghi 10 bàn và thực hiện 6 pha kiến tạo.
Năm 2014, cô chuyển đến Martin Methodist RedHawks, nơi cô bắt đầu chơi ở vị trí tiền vệ (bên cạnh tiền đạo). Giống như từng thể hiện mình ở trường Golden West College, năm thứ hai của cô khi chơi bóng ở Martin Methodist tốt hơn năm thứ nhất. Khi là sinh viên năm 3, cô đã ghi 4 bàn và thực hiện hai pha kiến tạo trong 21 trận đấu, khi trở thành sinh viên cuối cấp, cô ghi 21 bàn (là cầu thủ ghi bàn hàng đầu của đội) và thực hiện 8 pha kiến tạo sau 20 trận. Cô kết thúc sự nghiệp đại học của mình trong vài trò một cầu thủ vào cuối năm 2015, nhưng vẫn tiếp tục ở RedHawks với tư cách là trợ lý tình nguyện trong mùa giải 2016

## Sự nghiệp Câu lạc bộ
Muñoz chơi cho đội bóng đá nữ FC Indiana năm 2017. Cô ký hợp đồng với Puerto Rico Sol vào tháng 7 năm 2018. Ở đây, cô được chỉ định chơi trong vai trò là một hậu vệ.

## Sự nghiệp quốc tế
Muñoz đủ điều kiện chơi cho Guatemala vì lý lịch của cô. Cô tham gia và giành chiến thắng trong Giải vô địch vòng loại Olympic Bóng đá nữ CONCACAF 2016.